# Masters Series Monte-Carlo 2004
Masters Series Monte-Carlo 2004 — 98-й розыгрыш ежегодного профессионального теннисного турнира среди мужчин, проводящегося во французском городе Рокебрюн—Кап-Мартен и являющегося частью тура ATP в рамках серии Мастерс.
В 2004 году турнир прошёл с 19 по 25 апреля на кортах Monte-Carlo Country Club. Соревнование продолжало околоевропейскую серию грунтовых турниров, подготовительную к майскому Открытому чемпионату Франции.
Прошлогодние победители:
- в одиночном разряде —  Хуан Карлос Ферреро
- в парном разряде —  Махеш Бхупати и  Максим Мирный

## Соревнования

### Одиночный турнир
Гильермо Кориа обыграл  Райнера Шуттлера со счётом 6-2, 6-1, 6-3.
- Кориа выиграл 2-й одиночный титул в сезоне и 8-й за карьеру в основном туре ассоциации.
- Шуттлер вышел в 1-й одиночный финал в сезоне и 12-й за карьеру в основном туре ассоциации.

### Парный турнир
Ненад Зимонич /  Тим Хенмен обыграли  Мартина Родригеса /  Гастона Этлиса со счётом 7-5, 6-2.
- Зимонич выиграл 1-й парный титул в сезоне и 8-й за карьеру в основном туре ассоциации.
- Хенмен выиграл 1-й парный титул в сезоне и 4-й за карьеру в основном туре ассоциации.